# Pseudocamelina glaucophylla
Pseudocamelina glaucophylla är en korsblommig växtart som först beskrevs av Dc., och fick sitt nu gällande namn av Nikolaj Adolfovitj Busj. Pseudocamelina glaucophylla ingår i släktet Pseudocamelina och familjen korsblommiga växter. Inga underarter finns listade i Catalogue of Life.